# Li Zijun
Zijun Li (en chino tradicional, 李子君; en chino simplificado, 李子君; pinyin, Lǐ Zǐjūn; Changchun; 14 de diciembre de 1996) es una patinadora artística sobre hielo china retirada. Ganadora de la medalla de bronce del Campeonato de los Cuatro Continentes de 2014, medallista de plata de los Juegos de invierno de Asia de 2017, medallista de bronce de la Final del Grand Prix Júnior de 2010 y cuatro veces ganadora (2011, 2012, 2013 y 2014) del Campeonato nacional de patinaje de China.

## Carrera

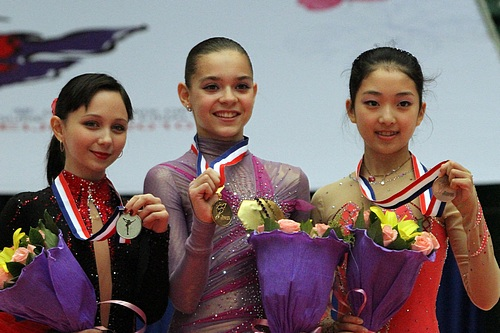
Li (derecha) ganó el bronce en la Final del Grand Prix Júnior de 2010.

Su debut en las pruebas de Grand Prix Júnior fue en la temporada 2010-2011, ganó la medalla de bronce en la prueba de Austria y quedó en cuarto lugar en República Checa, calificó a la final, donde ganó la medalla de bronce. Logró quedar en segundo lugar en las dos pruebas asignadas en el Grand Prix Júnior de 2011-2012, en la final obtuvo el cuarto lugar. Quedó en el quinto lugar en el Campeonato del Mundo Júnior de 2012. En la temporada 2012-2013 hizo su debut en nivel sénior, compitiendo en la Copa de China de 2012 y en el Trofeo NHK, pruebas de la serie del Grand Prix. Obtuvo el quinto lugar en la primera prueba en China y el cuarto lugar en Japón. Ganó su tercer título nacional en el Campeonato de China de 2013, más adelante participó en el Campeonato de los Cuatro Continentes del mismo año, donde logró quedar en quinto lugar.
En la temporada 2013-2014 tuvo participaciones en la Copa de China de 2013 de la serie del Grand Prix, donde quedó en décimo lugar, su siguiente prueba fue el Trofeo NHK pero abandonó la competición debido a problemas coordinación debidos a su crecimiento natural. Regresó a las competiciones en el Campeonato de los Cuatro Continentes de 2014 donde logró ganar la medalla de bronce. Compitió en los Juegos Olímpicos de Sochi 2014 donde se ubicó en el lugar 14. En el Campeonato del Mundo de 2015, celebrado en Shanghái, obtuvo el noveno lugar. En la Copa de China de 2015 logró la novena posición y en el Trofeo NHK el séptimo lugar. En la temporada 2016-2017 Li regresó a entrenar con Li Mingzhu en California, Estados Unidos, más adelante se unió al equipo de entrenamiento de Alexei Mishin en San Petersburgo, Rusia. Li anunció su retiro del patinaje competitivo en noviembre de 2018 a los 21 años de edad, tras once años de carrera.

### Programas
| Temporada | Programa corto                                                           | Programa libre                                         | Exhibición                                     |
| --------- | ------------------------------------------------------------------------ | ------------------------------------------------------ | ---------------------------------------------- |
| 2016-2017 | Moonlight Sonata de Ludwig Van Beethoven (Coreografía de Benoît Richaud) | Amélie de Yann Tiersen (Coreografía de Benoît Richaud) | The Name's Bond... James Bond de Nicholas Dodd |
| 2012-2013 | The Artist de Ludovic Bource                                             | The Color Purple de Quincy Jones                       | Primavera Porteña de Astor Piazzolla           |
| 2011-2012 | Malagueña de Ernesto Lecuona (Coreografía de Masashiro Kawagoe)          | The Color Purple de Quincy Jones                       |                                                |
| 2010-2011 | Dark Eyes de Florian Hermann (Coreografía de Masashiro Kawagoe)          | Obertura de Piotr Ilich Chaikovski                     |                                                |
| 2009-2010 | Anything Goes de Cole Porter (Coreografía de Masashiro Kawagoe)          | Aladdin de Alan Menken                                 |                                                |

### Resultados detallados
- Las mejores marcas personales aparecen en negrita

| Temporada 2016-2017              |                                              |                |                |              |
| Fecha                            | Evento                                       | Programa corto | Programa libre | Total        |
| 20–23 de abril de 2017           | Trofeo por equipos de la ISU de 2017         | 9 59.76        | 7 128.30       | 5T/7P 188.06 |
| 28 de marzo – 2 de abril de 2017 | Campeonato del Mundo de 2017                 | 20 56.30       | 20 103.50      | 21 159.80    |
| 23–26 de febrero de 2017         | Juegos de inivierno de Asia 2017             | 4 58.65        | 3 116.95       | 2 175.60     |
| 15–19 de febrero de 2017         | Campeonato de los Cuatro Continentes de 2017 | 8 60.37        | 5 116.68       | 7 177.05     |
| 18–20 de noviembre de 2016       | Copa de China 2016                           | 7 61.32        | 8 111.08       | 8 172.40     |
| 4–6 de noviembre de 2016         | Copa Rostelecom 2016                         | 5 63.89        | 4 117.94       | 4 181.83     |
| Temporada 2015-2016              |                                              |                |                |              |
| Fecha                            | Evento                                       | Programa corto | Programa libre | Total        |
| 28 de marzo – 3 de abril de 2016 | Campeonato del Mundo de 2016                 | 11 65.39       | 12 119.13      | 11 184.52    |
| 16–21 de febrero de 2016         | Campeonato de los Cuatro Continentes de 2016 | 6 60.04        | 11 107.84      | 10 167.88    |
| 27–29 de noviembre de 2015       | Trofeo NHK 2015                              | 6 60.78        | 10 105.62      | 7 166.40     |
| 6–8 de noviembre de 2015         | Copa de China 2015                           | 5 58.62        | 9 100.51       | 9 159.13     |
| Temporada 2014-2015              |                                              |                |                |              |
| Fecha                            | Evento                                       | Programa corto | Programa libre | Total        |
| 16–19 de abril de 2015           | Trofeo por Equipos de la ISU de 2015         | 7 58.83        | 7 103.67       | 5T/7P 162.50 |
| 23–29 de marzo de 2015           | Campeonato del Mundo de 2015                 | 6 61.83        | 11 103.39      | 9 165.22     |
| 9–15 de febrero de 2015          | Campeonato de los Cuatro Continentes de 2015 | 5 60.28        | 4 115.64       | 5 175.92     |
| 27–28 de diciembre de 2014       | Campeonato de China de 2014                  | 1 52.79        | 1 109.09       | 1 161.88     |
| 28–30 de noviembre de 2014       | Trofeo NHK 2014                              | 5 56.44        | 8 106.46       | 7 162.90     |
| 7–9 de noviembre de 2014         | Copa de China 2014                           | 5 53.66        | 6 98.96        | 6 152.62     |
| Temporada 2013-2014              |                                              |                |                |              |
| Fecha                            | Evento                                       | Programa corto | Programa libre | Total        |
| 24–30 de marzo de 2014           | Campeonato del Mundo de 2014                 | 16 54.37       | 17 95.97       | 17 150.34    |
| 6–22 de febrero de 2014          | Juegos Olímpicos de Sochi 2014               | 11 57.55       | 14 110.75      | 14 168.30    |
| 20–26 de enero de 2014           | Campeonato de los Cuatro Continentes de 2014 | 2 62.84        | 3 118.72       | 3 181.56     |
| 1–3 de noviembre de 2013         | Copa de China 2013                           | 8 53.58        | 10 85.40       | 10 138.98    |
| Temporada 2012-2013              |                                              |                |                |              |
| Fecha                            | Evento                                       | Programa corto | Programa libre | Total        |
| 11–14 de abril de 2013           | Trofeo por Equipos de la ISU de 2013         | 9 53.16        | 4 118.34       | 5T/6P 171.50 |
| 10–17 de marzo de 2013           | Campeonato del Mundo de 2013                 | 12 56.31       | 4 127.54       | 7 183.85     |
| 8–11 de febrero de 2013          | Campeonato de los Cuatro Continentes de 2013 | 10 54.51       | 4 115.91       | 5 170.42     |
| 10–13 de enero de 2013           | Abierto Volvo de 2013                        | 1 58.12        | 1 101.98       | 1 160.10     |
| 20–21 de diciembre de 2012       | Campeonato de China de 2012-2013             | 1 58.09        | 1 117.01       | 1 175.10     |
| 22–25 de noviembre de 2012       | Trofeo NHK 2012                              | 3 59.62        | 4 114.49       | 4 174.11     |
| 1–4 de noviembre de 2012         | Copa de China 2012                           | 5 59.21        | 5 100.85       | 5 160.06     |